# Чернігівський район (Запорізька область)
Черні́гівський райо́н — колишній район України у центрі Запорізької області. Районний центр — Чернігівка. Населення району становить 15.9 тис осіб (на 01.11.2020 р.). Площа району — 1200 км². Утворено 1923 року. Найбільшу питому вагу у структурі економіки району займає аграрний сектор, який спеціалізується у галузях: рослинництво і тваринництво.

## Географія

Ріки та населені пункти Чернігівського району

### Розташування
Його площа становить 1,2 тис. км², що становить 4,4 % від загальної площі Запорізької області. Більша частина розташована на Приазовській височині. Межує з Токмацьким, Пологівським, Більмацьким, Бердянським, Приморським, Приазовським районами Запорізької області.
Чернігівський район розташований у центральній частині Запорізької області у зоні південного степу України на кристалічному щиті.
Поблизу села Новополтавка недалеко від Токмак Могили бере початок найдовша річка області — Молочна (або Токмак) із притоками Юшанли, Каїнкулак, Сисикулак, Курушани, Бегим-Чокрак, Апанли, а також третя за розмірами річка Приазов'я — Обитічна з її правою притокою Салтич; також розташоване Каїнкулацьке водосховище.
Відстань до обласного центру: залізницею — 150 км, автошляхами — 152 км.
Тип місцевості — рівнинний, середня висота над рівнем моря 125 м.

### Клімат
Клімат характеризується як дуже теплий і посушливий. Сума активних температур вище 100 рівна 32003—3000. Кількість опадів за рік становить 400—445 мм. Гідротермічний коефіцієнт рівний 0,7—0,8. Середня тривалість безморозного періоду становить 180—190 днів.
Навесні заморозки припиняються в середньому в другій половині квітня, найпізніші відмічені в кінці травня. Восени заморозки настають в середньому в другій декаді жовтня, найраніше відмічені в третій декаді вересня.
Спостерігаються часті інтенсивні суховії, які спостерігаються в 70 % років. Чернігівський район належить до зони значної водної і вітрової ерозії.

### Корисні копалини
Багатий район одними з найбільших родовищ гранітів у Запорізькій області: Новополтавським та Стульневським. Розвідано Новополтавське родовище апатитів, які є сировиною для виготовлення фосфатних добрив. Воно належить до найбільших в Європі. Поряд з апатитами розвідано поклади уранових руд.
На території району розташовані родовища апатитів. За 2 км на схід від с. Новополтавка розташоване єдине детально розвідане і унікальне в Україні — Новополтавське родовище апатиту. Унікальність родовища полягає в його практично безвідходній технології переробки апатитових руд. Переробка руд дозволяє отримати до 1650 тис. тонн апатитового концентрату, який вміщує 38 % фосфатного ангідриду.
При видобутку основного компоненту — апатиту, Новополтавське родовище може бути об'єктом вилучення рідкісних земель, ніобію і танталу.
Родовища сірих, рожевувато-сірих біотитових гранітів, придатних для виробництва буту і щебеню розташовані поблизу населених пунктів: с. Салтичія, ст. Стульневе, с. Новополтавка.
На території району діє ВАТ «Новополтавський кар'єр» (с. Новополтавка).

### Ландшафти
За фізико-географічним районуванням Запорізької області, район лежить у межах Чернігівське-Розівського фізико-географічного району Приазовської височинної області Лівобережно-Дніпровсько-Приазовського північно-степового краю Північностепової підзони, а також Токмацько-Корсацького району Західноприазовської схилові-височинної області Причорноморського середньостепового краю Середньостепової підзони Степової зони.

## Історія

### До захоплення Російською імперією
Заселення краю розпочалося 100–40 тис. років тому. З VII ст. до н. е. територію заселяли кочові скотарські племена, які заснували перше в Східній Європі державне утворення, назване греками Скіфією. На всій території району знаходяться кургани, частково розорані у 1960-1970-ті роки XX століття, і, за думкою археологів, скіфи перебували на цих землях до II ст.
Перші землеробські поселення слов'ян, які входили до складу об'єднання ранньослов'янських племен антів, з'явились у перших століттях нашої ери. У IX ст. землі району разом з іншими землями Запорізької області були у складі давньоруської феодальної держави Київська Русь.
З XIII ст. вся територія району входить до складу монголо-татарської Золотої Орди. З утворенням у XV столітті Кримського ханства, землі району відійшли до нього.
За часів існування Запорозького козацтва чернігівські землі належали Єдичкульській орді ногайських татар. До складу Російської імперії землі району увійшли після завоювання Криму та розорення Запоріжжя військами цариці Катерини II.

#### Рослинний та тваринний світ
У степах Чернігівського району до розорення буйно росли різноманітні трави, серед них переважали: пирій, ковила, полин, лопух, бедринець, чебрець, дягель, волошки, роман, петрів батіг, м'ята та багато інших. По степу були розкидані густі парості дрібнолісся. На берегах степових річок росли дуби, ясени, глід, терен та інші кущі. 
У великій кількості водилися вовки, лисиці, дикі кабани, дикі кішки, борсуки, горностаї, ласки, тарпани. Із птахів водились пелікани (яких називали «баби»), лебеді, гуси, качки, лелеки, баклани, соколи, яструби, журавлі, орли та багато інших дрібних пташок. У річках водилися риби, вужі, гадюки, жаби. Отже, клімат і природні умови були сприятливими для розвитку скотарства. Степи були справжнім випробовуванням для людей, не звичних до них, тому польські публіцисти у XVI–XVII називали ці місця Диким Полем.

### За часів Російської імперії
Наприкінці 1770-х років XVIII ст. почалося заселення території сучасного Чернігівського району українськими селянами. Ця територія входила до Бердянського повіту Таврійської губернії. Волосний розподіл час від часу змінювався. Північну частину Бердянського повіту заселяли козаки. Тут було багато козацьких зимівників та хуторів. Сюди також переселялися селяни з Полтавської та Чернігівської губерній. Крім українців, царський уряд переселяв сюди німців, що заснували ряд колоній. Вздовж лівого берегу річки Молочної селилися німці-меноніти. Так були засновані села Богданівка (Гнаденфельд), Калинівка (миза Штейнбах), Ільїне (Марієнталь), Просторе (Гросвейде), Олександрівка (Александрталь), Довге (Континусфельд), Розівка (Руднервейде), Владівка (Вальдгейм, Гіршау), Ланкове (Ландскроне).
У другій половині XIX ст. на території Чернігівського району сформувались 4 волості: Гнаденфельдська, Новомихайлівська, Попівська та Чернігівська, куди входило 27 поселень, селищ та хуторів.
Основою економіки району було сільське господарство. Сіяли пшеницю, ячмінь, овес, льон. Скотарство було допоміжною галуззю. Наприкінці XIX ст., особливо після введення в дію у 1898 році залізниці Чаплине — Бердянськ, почала розвиватись місцева промисловість. Збільшився вивіз зерна на продаж. Розвивалась освіта і медицина.
Значну роль в духовному житті населення краю відігравала релігія. На початку XX століття в селах району налічувалося 8 православних храмів та католицька церква у селі Просторе.
З весни 1918 року і до осені 1920 року територія району була ареною боротьби з австро-німецькими окупантами, денікінцями та врангелівцями. Важливу роль у визволенні території району від німецько-австрійської окупації відіграла Повстанська армія Нестора Махна.

### Радянські часи
Після закінчення громадянської війни в усіх селах району відновили свою діяльність сільські ревкоми. Наслідком військових дій з 1914 року, грабіжницької політики більшовиків, недостатньої кількості інвентаря і спеки (а також допомоги хлібом потерпілому пролетаріату півночі та Донбасу) був голод 1921–1922 років. У Чернігівській, Новомихайлівській та Салтичійській волості голодувало 75–80% населення, а від голоду померло близько 2000 осіб. Допомога, яку більшовики дозволили доправити лише у 1922 році надійшла з Поділля (у вигляді хліба), а також від «Американської менонітської допомоги».
Економічна та політична ситуація, в якій опинилася радянська держава примусили більшовиків втілити в життя нову економічну політику, дозволивши використовувати продукт, що залишився після розрахунку з державою на свій розсуд. Це дало змогу вивести радянські республіки з глибокої соціально-економічної кризи. Селянські господарства мали в основному зернову спрямованість. Найпоширенішими культурами були: жито, пшениця, овес, просо, кукурудза, соняшник та ячмінь. Другою за значенням галуззю було тваринництво. Воно зазнало значних втрат і відновлювалося повільно. У промисловості була відновлена робота кількох цегелень, олійниць, млинів, молокозаводів. У Чернігівці працювали шкіряний, гончарний та кінний заводи.
Кінець 1920-х років ознаменувався накручуванням партійним керівництвом темпів соціалістичного будівництва шляхом нещадної експлуатації народу. Почався наступ на стару гуманітарну, технічну та військову інтелігенцію. З 1930 року в Чернігівському районі розгорнулася масова колективізація та розкуркулення. Розкуркулення по суті означало фізичне знищення або депортацію мільйонів селян. З травня 1929 року до лютого 1930 року поголів'я худоби у районі зменшилося на 40%. Вирізали конфіскованих свиней та іншу худобу. Знищували ренамент, спалювали будинки і майно. Після колективізації та розкуркулення проти колективізованих селян України, значної частини заселеної українцями Кубані, разом з деякими регіонами Поділля та Поволжя більшовики застосували Голодомор та репресії 1930-х років. Офіційної статистики голодомору не існує. Загальна кількість втрат від голоду на території Чернігівського району приблизно перевищила 2300 осіб. Найбільших втрат зазнала Чернігівка, де від голоду померло 870 осіб.
У перші дні війни з Німеччиною 850 мешканців райцентру стали бійцями Червоної армії. А всього по району було мобілізовано майже 2,5 тис. осіб. У дні окупації в Чернігівці діяла завчасно створена підпільна група з 13 осіб, яку у травні 1943 року фашисти викрили і розстріляли. У роки Другої світової війни 550 юнаків і дівчат району було примусово вивезено на каторжні роботи до Німеччини. Окупація Чернігівки тривала з 7 жовтня 1941 по 18 вересня 1943 роки. Чотирьом уродженцям району присвоєно звання Героя Радянського Союзу: Г. С. Волошко, А. М. Темнику, І. В. Дубініну, І. Д. Мерзляку. У битвах радянсько-гітлерівської війни взяли участь 6555 воїнів-чернігівців. Втрати серед них становили 245 офіцерів та 3628 солдатів та сержантів.
Особливістю району було те, що після виселення німців-менонітів, 28 сіл було спалено. Цілі села були порослі бур'янами, як і поля й там бігали вовки та інші тварини. Союзне керівництво в умовах «холодної війни» намагалося створити державні хлібні резерви на рівні довоєнних. До того ж у планах СРСР було забезпечити своїх союзників У Європі хлібом, щоб утримати їх в орбіті свого впливу. Виконуючи надвисокі плани хлібозаготівлі з району та області було забрано все, включаючи посівний матеріал, не звертаючи уваги на не врожайний рік 1945-го. Утримувати худобу стало неможливим. Її вирізали, втім, м'ясо вилучалося в держрезерв. Взимку 1946—1947 років голодувало майже все населення району. Максимального рівня втрати від голодомору досягли у грудні 1946-липні-серпні 1947 років. Весною 1947 року Москва пішла на надання допомоги селянам, які мали брати участь у весняно-польових роботах. Інші продовжували голодувати. Усього в районі померло понад 490 осіб.
Зі смертю Сталіна у 1953 році тоталітарна система не змінили своєї суті але, все ж, відмовилася від крайнощів сталінізму. У політичній сфері це проявлялося у відході від практики масових репресій, в економічній — у дещо більшій увазі до матеріальних потреб населення. Втім, як і раніше постійно наголошувалося про те, що особисті інтереси повинні підпорядковуватися громадським. Дещо знизили податок на господарство колгоспників. Зростання капіталовкладень у сільське господарство укріпило базу МТС, що дало можливість механізувати вирощування ранніх зернових. У районі планомірно насаджувалися полезахисні лісосмуги — «посадки». ЇХ поява зменшила вітрову ерозію ґрунтів. У той же час почали інтенсивно розорювати прирічкові луки, будувати ставки, забирати воду для зрошення. Уже через кілька років річки замулилися, перетворилися на струмки й улітку пересихали. Тваринництво на кінець 1950-х перевищило довоєнні показники. З 1958 року скасували обов'язкові поставки державі сільгосппродукції підсобними господарствами колгоспників. З 1959 року держава гарантувала селянам оплату трудоднів у найкращих колгоспах. Розширювалася сітка магазинів, а разом з тим і асортимент товарів. Було відбудовано заклади медицини та освіти. Працювали клуби й гуртки художньої самодіяльності. У 1959 році відбулося укрупнення колгоспів і їх залишилося 11. Малі села почали занепадати, почалася ліквідації „неперспективних“. У середині 1950-х років почався суттєвий від'їзд молоді у міста. Не вистачало рук, вивозом зерна з колгоспів займалися солдати.
5 лютого 1965 року Указом Президії Верховної Ради Української РСР передано сільради: Ганнівську Приморського району і Новоспаську Чернігівського району до складу Приазовського району. 
Восени 1962 року Радянський Союз зіштовхнувся з нестачею зерна. Починаючи з 1963 року зерно купували з-за кордону у все більших об'ємах. Певним зрушенням у другій половині 1960-х було поліпшення системи заготівлі та закупки продукції сільського господарства. Заготівельні ціни збільшувались. Понадпланові поставки оплачувалися за вищими розцінками. Було збудовано комбікормовий завод, міжколгоспбуд, інкубаторну станцію, комплекс по вирощуванню свинини, сільгоспхімія та ін.
У 1970-ті роки в сільському господарстві, як і в промисловості, відмовились від будь-яких реформ. Вважалося, що досить збільшити капіталовкладення і колгоспи запрацюють краще. У 1970–1980-ті роки кошти від продажу нафти на Захід в тому числі спрямовувалися в сільське господарство, в основному на будівництво тваринницьких комплексів. Втім, особливих успіхів у тваринництві не наставало. У 1973 році (як і в наступному) Запорізька область виявилася найкращою в Україні за кількістю проданого державі зерна, втім Чернігівський район не був лідером області. Проте колгосп «Більшовик» міг похвалитися тим, що консервовані огірки й помідори його виробництва були відомі по всьому СРСР.
Попри значні капіталовкладення, на середину 1980-х знизилася врожайність зернових, соняшнику та овочевих культур, погіршилася якість продукції. Район, як і в цілому область втрачає свої скромні досягнення. Причиною були відсутність прямої зацікавленості в результатах діяльності, приписки, брак, окозамилювання, крадіжки та ін. Причини застою в сільському господарстві мали й соціальне коріння. Умови праці та побуту селян все більше відрізнялись від тих, що мали містяни у негативному плані. Село старіло, молодь від'їздила. Відповідно зменшувався природній приріст населення в районі. Якщо у 1960 році він становив +431 людину, у 1975 році +71 людину, то в 1984 році -50. Робітники, студенти й учні залучалися до обробітку полів та збору врожаю. Приїжджі часто виконували роботу неякісно і без бажання. Таким було становище району до перебудови.
Кінець 1970-х — початок 1980-х стали початком падіння рівня життя жителів району. З середини 1970-х ціни на деякі товари почали підіймати. Спочатку це були товари розкоші: автомобілі, килими, вироби з золота. А на початку 1980-х ціни підіймались на ширше коло товарів, при чому без попереднього оголошення. Товарна маса не покривала кількості грошей, слово дефіцит ввійшло у повсякденний вжиток. На рубежі 1980-х років звичайна система торгівлі почала руйнуватися. Влада змирилася з неможливістю забезпечити все населення й взяла курс на забезпечення окремих категорій: передовики, ветерани й керівництво. Дефіцит поширювався майже на всі товари. Цукор та масло видавали по талонам, залежно від кількості їдоків у сім'ї.

### Українські часи
Проголошення незалежності майже не вплинула на тодішні проблеми. Почалася економічна криза, пік якої припав на 1994–1995 роки.
Під кінець 1990-х років знову стабільно запрацював ПАТ «Новополтавський кар'єр». Найкращою торговою маркою України став колектив Чернігівського молокозаводу, масло селянське якого відзначене рядом нагород. У 2008 році Чернігівський маслозавод збанкрутів та закрився. На його території дрібні підприємці побудували невеликі крамниці. У 2000-х роках на селі формується конкурентне середовище. Селяни мають змогу віддавати в оренду свої паї фермерам. Деякі фермерські господарства розвинулись у великі колективні господарства, які мають хороші результати роботи. Попри деякі успіхи залишаються проблеми заміни парку сільгосптехніки, удобрення полів, дотримання сівозміни, відродження тваринництва.
За рахунок бюджету та базових підприємств проведено комп'ютеризацію шкіл. У 1993 році збудовано Замостянську школу, котельну й дах Новополтавської школи. Замостянська ЗОШ І-II ступенів з 2013 році «працює» без дітей та персоналу. Діють самодіяльні колективи — народний хор «Криниченька» — лауреат всеукраїнських та обласних конкурсів.

## Адміністративний устрій
Адміністративно-територіально район поділяється на 1 селищну раду і 11 сільських рад, які об'єднують 41 населених пунктів та підпорядковані Чернігівській районній раді. Адміністративний центр — смт Чернігівка.

## Населення
Розподіл населення за віком та статтю (2001):
| Стать | Всього | До 15 років | 15-24 | 25-44 | 45-64 | 65-85 | Понад 85 |
| --- | ------ | ----------- | ----- | ----- | ----- | ----- | -------- |
| Чоловіки | 10 463 | 2203        | 1424  | 3062  | 2602  | 1134  | 38       |
| Жінки | 11 737 | 1978        | 1343  | 3008  | 3108  | 2071  | 229      |
| \| Статево-вікова піраміда \| Статево-вікова піраміда \| Статево-вікова піраміда \| \| ----------------------- \| ----------------------- \| ----------------------- \| \| Чоловіки \| Вік \| Жінки \| \| 38 \| 85 + \| 229 \| \| 62 \| 80-84 \| 220 \| \| 216 \| 75-79 \| 557 \| \| 396 \| 70-74 \| 715 \| \| 460 \| 65-69 \| 579 \| \| 816 \| 60-64 \| 1078 \| \| 391 \| 55-59 \| 566 \| \| 639 \| 50-54 \| 712 \| \| 756 \| 45-49 \| 752 \| \| 841 \| 40-44 \| 831 \| \| 766 \| 35-39 \| 788 \| \| 749 \| 30-34 \| 684 \| \| 706 \| 25-29 \| 705 \| \| 700 \| 20-24 \| 634 \| \| 724 \| 15-20 \| 709 \| \| 928 \| 10-14 \| 782 \| \| 754 \| 5-9 \| 691 \| \| 521 \| 0-4 \| 505 \| |        |             |       |       |       |       |          |
| Статево-вікова піраміда |        |             |       |       |       |       |          |
| Чоловіки | Вік    | Жінки       |       |       |       |       |          |
| 38 | 85 +   | 229         |       |       |       |       |          |
| 62 | 80-84  | 220         |       |       |       |       |          |
| 216 | 75-79  | 557         |       |       |       |       |          |
| 396 | 70-74  | 715         |       |       |       |       |          |
| 460 | 65-69  | 579         |       |       |       |       |          |
| 816 | 60-64  | 1078        |       |       |       |       |          |
| 391 | 55-59  | 566         |       |       |       |       |          |
| 639 | 50-54  | 712         |       |       |       |       |          |
| 756 | 45-49  | 752         |       |       |       |       |          |
| 841 | 40-44  | 831         |       |       |       |       |          |
| 766 | 35-39  | 788         |       |       |       |       |          |
| 749 | 30-34  | 684         |       |       |       |       |          |
| 706 | 25-29  | 705         |       |       |       |       |          |
| 700 | 20-24  | 634         |       |       |       |       |          |
| 724 | 15-20  | 709         |       |       |       |       |          |
| 928 | 10-14  | 782         |       |       |       |       |          |
| 754 | 5-9    | 691         |       |       |       |       |          |
| 521 | 0-4    | 505         |       |       |       |       |          |

За даними перепису населення 2001 року, у районі мешкала 22201 особа. 
| 1989   | 2001   | 2015   |
| ------ | ------ | ------ |
| 24 881 | 22 201 | 17 444 |

Мовний склад населення був таким:
| Мова       | Число ос. | Відсоток |
| ---------- | --------- | -------- |
| українська | 20769     | 93,54    |
| російська  | 1314      | 5,92     |
| болгарська | 29        | 0,13     |
| білоруська | 24        | 0,11     |
| румунська  | 18        | 0,08     |
| вірменська | 11        | 0,05     |
| угорська   | 9         | 0,04     |

Населення району становить 17 675 осіб (на 1 жовтня 2013).
На території району розташований 41 населений пункт, що підпорядковані одній селищній і 11 сільським радам. Чисельність населення станом на 1 січня 2011 року дорівнює 18424 особам, у тому числі: міське — 6326 жителів, сільське — 12098 жителів.

## Транспорт

### Автотранспорт

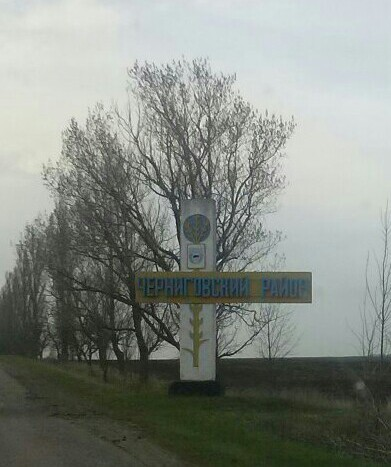
Межа Чернігівського району на автошляху

Загальна довжина транспортних шляхів в районі становить 281,1 км, в тому числі III кат. — 27,9 км, IV кат. — 253,2 км, територіального значення — 10,3 км, місцевого районного — 210,7 км, місцевого сільського — 60,1 км. Всі дороги з твердим покриттям, тобто становлять 100 %.

### Залізничний транспорт
Територією району пролягають дві гілки залізниці: Комиш-Зоря — Федорівка (44,5 км) та Пологи — Бердянськ (25,4 км). Розташовані такі залізничні станції:
- перевезення вантажів та пасажирів: ст. Верхній Токмак I (до 50 чол./добу), ст. Стульневе, ст. Синя Гора.
- перевезення пасажирів: ст. Верхній Токмак II (до 20 чол./добу), ст. Низяни.

Залізничні колії Великотокмацької дистанції колії Придніпровської залізниці перетинають такі сільські ради Чернігівського району:
- напрямок Комиш-Зоря — Федорівка: Новополтавську сільську раду, Чернігівську селищну раду, Стульневську сільську раду;
- напрямок Пологи — Бердянськ: Новополтавську сільську раду, Чернігівську селищну раду, Просторівську сільську раду.

У межах Чернігівського району експлуатуються 12 залізничних переїздів Великотокмацької дистанції колії:
- напрямок Пологи — Бердянськ:
  - перегін Синя Гора — Верхній Токмак I — 117 км + 847 м;
  - станція Верхній Токмак I — Нельгівка 126 км + 170 м;
  - перегін Верхній Токмак I — Нельгівка 137 км + 644 м;
  - перегін Верхній Токмак I — Нельгівка 141 км + 177 м;
- напрямок Комиш-Зоря — Федорівка:
  - перегін Низяни — Стульневе 61 км + 809 м;
  - перегін Низяни — Стульневе 57 км + 944 м;
  - перегін Верхній Токмак II — Низяни 46 км +388 м;
  - перегін Низяни — Стульневе 53 км + 869 м;
  - перегін Більманка — Верхній Токмак II 28 км + 194 м;
  - перегін Більманка — Верхній Токмак II 31 км + 265 м;
  - перегін Більманка — Верхній Токмак II 44 км + 280 м;
  - перегін Більманка — Верхній Токмак II 49 км + 740 м.

Авіаційного, річкового та морського транспорту в районі немає.

## Промисловість
Район є сільськогосподарським. Спеціалізується на вирощуванні зернових культур (пшениця, ячмінь) та соняшнику, у тваринництві — великої рогатої худоби.
Виробництво промислової продукції в Чернігівському районі здійснює підприємство добувної промисловості ВАТ «Новополтавський кар'єр». Крім того, промислову продукцію виробляють ВАТ «Владівське РТП», комунальне підприємство «Чернігівське ВУЖКГ», Ф/Г Годлевського.
Загальна площа Чернігівського району — 120 тис. га. Сільгоспугіддя становлять 108,9 тис. га, із яких рілля — 92,8 тис. га, причому сільгосппідприємства всіх форм власності обробляють 72,8% ріллі, решта — в користуванні особистих селянських господарств і населення, а, так звані, «вільні селяни» обробляють майже 11 тисяч гектар ріллі.
Сільськогосподарською діяльністю в районі займаються 19 агротовариств, кооперативів і приватних підприємств та 124 фермерських господарства.
- ТОВ а/ф «Солекс»
- СВК «Світанок»
- ПСП «Прогрес»
- ТОВ «Богдан Хмельницький»
- ТОВ «Токмачани»

## Освіта

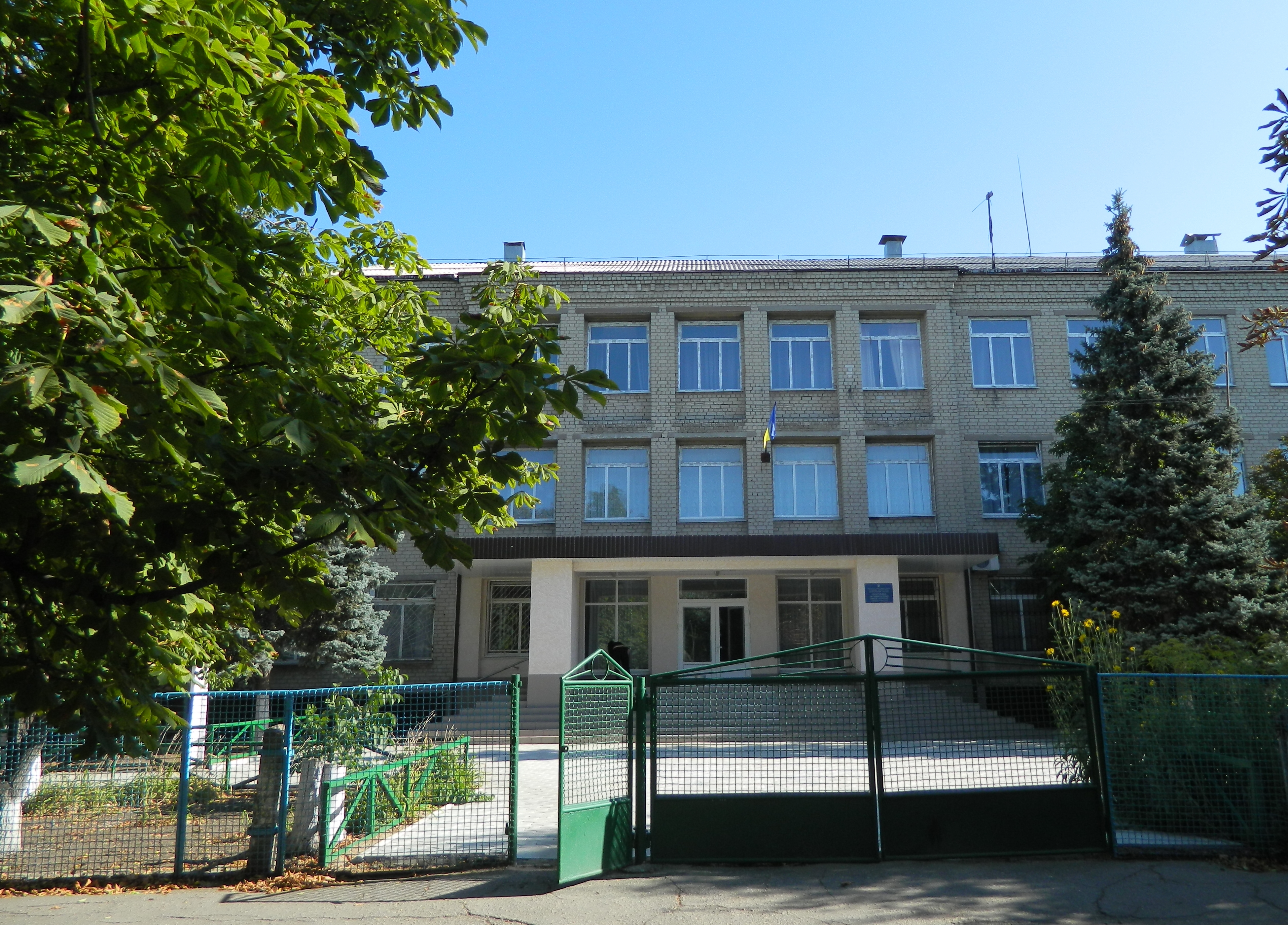
Школа в Чернігівці

На території району діє 16 дошкільних закладів, 18 загальноосвітніх шкіл, профтехучилище ПТУ № 61 філія с. Обіточне.

## Туристичний потенціал Чернігівського району

### Території та об'єкти природно-заповідного фонду
До природно-заповідного фонду Чернігівського району входить 9 об'єктів ПЗФ місцевого (обласного) значення, у тому числі 8 заказників і 1 пам'ятка природи. Відсоток заповідності складає 0,36.
- Ландшафтний заказник «Урочище скелі»
- Ботанічний заказник «Цілинна ділянка»
- Ландшафтний заказник «Цілинна ділянка зі ставком»
- «Токмак-Могила»
- Ландшафтний заказник «Салтичійське степове помістя»
- Ботанічний заказник «Урочище Церкви»
- Ентомологічний заказник «Цілинна балка з кам'янистими оголеннями»
- Ботанічний заказник «Водоохоронна зона»
- Ботанічний заказник «Степова балка»

### Заклади культури і мистецтв
- Будинок-музей менонітів
- Чернігівський районний історичний музей
- Чернігівський районний центр культури та дозвілля

### Історико-культурні та археологічні пам'ятки
- Курганний могильник «Чорна Могила»
- Могила Луки Вукаловича
- Курганний могильник «Два кургани»

### Історико-архітектурні споруди
- Свято-Михайлівський жіночий монастир
- Садиба поміщика Шабаєва
- Катерининський міст
- Помістя німецьких колоністів
- Навчальний корпус сільськогосподарської школи I розряду 1893—1896 рр.
- Миза (хутір) Штейбах
- Будинок земської початкової школи, 1896—1900 рр.

### Визначні особи
- Даниленко Валентин Миколайович (1913—1982) — український археолог, народився в с. Новомихайлівка.
- Єременко Микола — історик.
- Коваленко Володимир Миколайович — письменник.
- Кузьменко Олександр Сергійович — письменник.

## Політика
25 травня 2014 року відбулися Президентські вибори України. У межах Чернігівського району були створені 23 виборчі дільниці. Явка на виборах становила 56,12% (проголосували 8 620 із 15 360 виборців). Найбільшу кількість голосів отримав Петро Порошенко — 31,11% (2 682 виборців); Сергій Тігіпко — 21,91% (1 889 виборців), Михайло Добкін — 9,98% (860 виборців), Юлія Тимошенко — 8,65% (746 виборців), Петро Симоненко — 6,50% (560 виборців), Олег Ляшко — 5,72% (493 виборців).
25 жовтня 2015 року відбулися чергові місцеві вибори депутатів рад. До Чернігівської районної ради за партійними списками пройшли представники 9 сил, найбільше голосів у раді отримала партія "Опозиційний блок" — 34.62%, на другому місці Аграрна партія України — 15.38% голосів.